# Vaitoloa
Vaitoloa ist eine Siedlung auf der Insel Upolu in Samoa, ein Vorort der Hauptstadt Apia.

## Geographie
Vaitoloa liegt zentral an der Nordküste der Insel, im Westen der Hauptstadt und an der Vaiusu Bay. In der Umgebung liegen die Siedlungen Vailoa, Taumuafa und Lepea.
Die Flüsse Fuluasou River und Gasegase River bilden West- und Ostgrenze der Siedlung.

## Klima
Das Klima ist tropisch heiß, wird jedoch von ständig wehenden Winden gemäßigt. Ebenso wie die anderen Orte von Samoa wird Vaitoloa gelegentlich von Zyklonen heimgesucht.